# سيرجينيو بايانو
سيرجينيو بايانو (بالبرتغالية: Serginho Baiano‏) (مواليد 5 يناير 1978)، هو لاعب كرة قدم كان يلعب كمهاجم.

## وصلات خارجية
- سيرجينيو بايانو على موقع رابطة كرة القدم اليابانية للمحترفين (اليابانية)
- سيرجينيو بايانو على موقع قاعدة بيانات كرة القدم.إي يو (الإنجليزية)
- سيرجينيو بايانو على موقع Soccerway.com (الإنجليزية)
- سيرجينيو بايانو على موقع عالم كرة القدم.نت (الإنجليزية)